# Партизанский отряд имени Марко Чернева
Партизанский отряд имени Марко Чернева (болг. Партизански отряд „Марко Чернев“) — подразделение Народно-освободительной повстанческой армии Болгарии, находившееся в ведении 5-й Старозагорской повстанческой оперативной зоны. Отряд действовал в районе Казанлыка.

## История
В феврале 1942 года около села Тыжа появилась первая партизанская группа в Казанлыкском районе, командиром которой стал Марко Чернев. В том же году выросшая по численности группа была преобразована в роту. В 1943 году участвовала в акциях Пловдивского партизанского отряда имени Васила Левского.
В апреле 1944 года включена в состав партизанского отряда имени Георгия Димитрова. Проводила акции в окрестных сёлах, участвовала в нападениях на шахты «Болгарка», «Бутора», «Надежда» и «Тврдица».
В июне 1944 года выросшая по численности рота была преобразована в отряд имени Марко Чернева — первого командира отряда, погибшего в бою. Новым командиром был назначен Димитр Райков, комиссаром — Захарий Захариев.
В июле 1944 года отряд вошёл в состав новой бригады имени Георгия Димитрова.